# Гільєрмо Ортіс
Гільєрмо Ектор Ортіс Камарго (ісп. Guillermo Hector Ortiz Camargo, нар. 25 червня 1939, Мехіко, Мексика — пом. 17 грудня 2009) — мексиканський футболіст, який грав на позиції нападника.

## Клубна кар'єра
На дитячому рівні грав у футбол на позиції флангового захисника, на юнацькому рівні грав у півзахисті, а в дорослому футболі — флангового нападника. До складу «Некаски» приєднався у 13-річному віці, оскільки його батьку, Марсіал Ортіс, також раніше грав у вище вказаному клубі, й допоміг хлопчику потрапити до юнацької академії клубу. У мексиканській Прімері дебютував 1957 року під керівництвом Чато Ортіса, в поєдинку проти «Атласа». По завершенні кар'єри футболіста, захопився американським футболом, навіть займався вище вказаним видом спорту. Потім працював токарем, також вивчав точні науки. Помер у грудні 2009 року від раку гортані.

## Кар'єра в збірній
У футболці національної збірної Мексики дебютував 19 квітня 1961 року в переможному (2:1) поєдинку проти Нідерландів. Дебютним голом за мексиканську збірну відзначився 1 квітня 1962 року в переможному (1:0) поєдинку проти Колумбії. Поїхав на чемпіонат світу 1962 року, але на турнірі не зіграв жодного матчу. Єдиним «дублем» у складі збірної Мексики відзначився 28 березня 1963 року відзначився у воротах збірної Ямайки. Востаннє футболку національної команди одягнув два дні по тому, в нічийному (0:0) поєдинку проти Коста-Рики.

## Досягнення
«Некакса»
- Кубок Мексики
  -  Володар (1): 1959/60

- Суперкубок Мексики
  -  Фіналіст (1): 1960